# Ґрохувка (Мазовецьке воєводство)
Ґрохувка (пол. Grochówka) — село в Польщі, у гміні Збучин Седлецького повіту Мазовецького воєводства.
Населення — 298 осіб (2011).
У 1975-1998 роках село належало до Седлецького воєводства.

## Демографія
Демографічна структура станом на 31 березня 2011 року:
|          | Загалом | Допрацездатний вік | Працездатний вік | Постпрацездатний вік |
| -------- | ------- | ------------------ | ---------------- | -------------------- |
| Чоловіки | 144     | 34                 | 92               | 18                   |
| Жінки    | 154     | 33                 | 79               | 42                   |
| Разом    | 298     | 67                 | 171              | 60                   |